# Kebur (Merapi Barat)
Kebur is een bestuurslaag in het regentschap Lahat van de provincie Zuid-Sumatra, Indonesië. Kebur telt 1652 inwoners (volkstelling 2010).